# Sznyt (poligrafia)
Sznyt, linia cięcia, crop-marka – znak w postaci cienkiej kreski poza formatem netto strony, pokazujący w którym miejscu ma być przycięta na wymiar publikacja po jej wydrukowaniu i (jeśli trzeba) oprawieniu.
W oprogramowaniu DTP sznyty nadaje się zazwyczaj podczas zamykania pracy, czyli drukowania do PostScriptu, szczególnie przy pracach wielostronicowych. Czasami jednak, szczególnie w przypadku akcydensów, znaki te nanoszone są ręcznie przez operatora. Szerokość linii waha się najczęściej w granicach 0,125-0,5 punktów. Linie te są zbudowane z koloru zwanego (ang.) registration, czyli z wszystkich kolorów, z których składa się praca. Linie te posiadają niewielką białą obwódkę po to, by w przypadku zasłonięcia spadem były nadal widoczne.
Prawidłowo wykonane linie nie pokrywają się swoją osią z linią cięcia, tylko leżą stycznie na zewnątrz od niej. Początek linii powinien być odsunięty od formatu netto, a wartość ta zazwyczaj wynosi kilka punktów.